# Форосиг (Бихор)
Форосиг (рум. Forosig) насеље је у Румунији у округу Бихор у општини Холод. Oпштина се налази на надморској висини од 184 m.

## Становништво
Према подацима из 2002. године у насељу је живело 192 становника, од којих су сви румунске националности.